# Премијер лига Босне и Херцеговине у фудбалу 2021/22.
Премијер лига Босне и Херцеговине у фудбалу 2021/22. која је због спонзорских уговора носила име М:тел Премијер лига Босне и Херцеговине била је двадесета сезона Премијер лиге Босне и Херцеговине у којој су играли клубови из оба ентитета у Босни и Херцеговини.  У овој сезони се  такмичи 12 клубова, од чега 8 из Федерације БиХ и 4 из Републике Српске.
Нови прволигаши у овој сезони су Рудар из Приједора, Леотар из Требиња (Прва лига РС) и  Посушје из Посушја (Прва лига Федерације БиХ). Из лиге су испали Младост Добој Какањ, Олимпик Сарајево и Крупа.

## Систем такмичења
Систем такмичења је исти као прошле сезоне. Након 22 одиграна кола по двоструком бод систему лига од 12 клубова се на основу тада утврђеног пласмана дели на две групе од по шест - горњу (Плеј-оф, позиције од прве до шесте) и доњу (Плеј-аут, позиције од седме до дванаесте). Број освојених бодова у првом делу лиге тада се полови (у случају дељења непарног броја, количник се заокружује на први наредни цео број), а даље се такмичење унутар група одвија по двоструком бод систему у укупно 10 кола. По завршетку такмичења у Плеј-офу и Плеј-ауту утврђује се коначни пласман Суперлиге за ту сезону.
- Плеј-оф:

Најбоље пласирани тим осваја титулу и стиче право учешћа у квалификацијама за Лигу шампиона. Тимови који су такмичење завршили на другој и трећој позицији добијају место у квалификацијама за Лигу Европе. У случају да је неки од три првопласирана клуба уједно и освајач Купа Србије у истој сезони, четвртопласирани тим лиге такође иде у квалификације за Лигу Европе.
- Плеј-аут:

Два најлошије пласирана тима (позиције 11. и 12. у коначном пласману) испадају из Премијер лиге, а од наредне сезоне ће се уместо њих у елитном рангу такмичити два клуба која су била освајачи Прве лиге Републике Српске, односно Прве лиге Федерације Босне и Херцеговине.

## Промене у саставу лиге
| На почетку сезоне 2021/22. Из Прве лиге Републике Српске су се пласирали: - Рудар из Приједора (као првопласирани тим Прве лиге у претходној сезони) - Леотар из Требиња (као другопласирани тим Прве лиге у претходној сезони) Из Прве лиге Федерације Босне и Херцеговине се пласирало: - Посушје из Посушја (као првопласирани тим Прве лиге у претходној сезони) Из Премијер лиге у Прву лигу Републике Српске испала је: - Крупа из Крупе на Врбасу (десетопласирани тим Премијер лиге у претходној сезони, није добио лиценцу за следећу годину) Из Премијер лиге у Прву лигу Федерације Босне и Херцеговине испали су: - Олимпик Сарајево из Сарајева (последњепласирани тим Премијер лиге у претходној сезони) - Младост из из Добоја код Какња (деветопласирани тим Премијер лиге у претходној сезони није добио лиценцу за следећу годину) | На крају сезоне 2021/22. Из лиге ће испасти два последњепласирана тима у овој сезони. Из Прве лиге Републике Српске и Прве лиге Федерације Босне и Херцеговине ће се пласирати првопласирани тимови: |

## Састав Премијер лига Босне и Херцеговине у сезони 2021/22.
| Борац                        | Леотар | Радник | Рудар                       |
| ---------------------------- | --- | --- | --------------------------- |
| Градски стадион у Бањој Луци | Стадион Полице | Градски стадион у Бијељини | Градски стадион у Приједору |
| Капацитет: 10.030            | Капацитет: 8.550 | Капацитет: 6.000 | Капацитет: 6.000            |
|                              | | |                             |
| Сарајево                     | БорацЛеотарПосушјеРадникРударСарајевоШироки БријегСлобода · Тузла СитиВележЗрињскиЖељезничар Локација клубова Премијер лиге БиХ у сезони 2021/22. | БорацЛеотарПосушјеРадникРударСарајевоШироки БријегСлобода · Тузла СитиВележЗрињскиЖељезничар Локација клубова Премијер лиге БиХ у сезони 2021/22. | Слобода                     |
| Стадион Асим Ферхатовић Хасе | БорацЛеотарПосушјеРадникРударСарајевоШироки БријегСлобода · Тузла СитиВележЗрињскиЖељезничар Локација клубова Премијер лиге БиХ у сезони 2021/22. | БорацЛеотарПосушјеРадникРударСарајевоШироки БријегСлобода · Тузла СитиВележЗрињскиЖељезничар Локација клубова Премијер лиге БиХ у сезони 2021/22. | Стадион Тушањ               |
| Капацитет: 34.500            | БорацЛеотарПосушјеРадникРударСарајевоШироки БријегСлобода · Тузла СитиВележЗрињскиЖељезничар Локација клубова Премијер лиге БиХ у сезони 2021/22. | БорацЛеотарПосушјеРадникРударСарајевоШироки БријегСлобода · Тузла СитиВележЗрињскиЖељезничар Локација клубова Премијер лиге БиХ у сезони 2021/22. | Капацитет: 7.200            |
|                              | БорацЛеотарПосушјеРадникРударСарајевоШироки БријегСлобода · Тузла СитиВележЗрињскиЖељезничар Локација клубова Премијер лиге БиХ у сезони 2021/22. | БорацЛеотарПосушјеРадникРударСарајевоШироки БријегСлобода · Тузла СитиВележЗрињскиЖељезничар Локација клубова Премијер лиге БиХ у сезони 2021/22. |                             |
| Широки Бријег                | БорацЛеотарПосушјеРадникРударСарајевоШироки БријегСлобода · Тузла СитиВележЗрињскиЖељезничар Локација клубова Премијер лиге БиХ у сезони 2021/22. | БорацЛеотарПосушјеРадникРударСарајевоШироки БријегСлобода · Тузла СитиВележЗрињскиЖељезничар Локација клубова Премијер лиге БиХ у сезони 2021/22. | Тузла Сити                  |
| Стадион Пецара               | БорацЛеотарПосушјеРадникРударСарајевоШироки БријегСлобода · Тузла СитиВележЗрињскиЖељезничар Локација клубова Премијер лиге БиХ у сезони 2021/22. | БорацЛеотарПосушјеРадникРударСарајевоШироки БријегСлобода · Тузла СитиВележЗрињскиЖељезничар Локација клубова Премијер лиге БиХ у сезони 2021/22. | Стадион Тушањ               |
| Капацитет: 7.000             | БорацЛеотарПосушјеРадникРударСарајевоШироки БријегСлобода · Тузла СитиВележЗрињскиЖељезничар Локација клубова Премијер лиге БиХ у сезони 2021/22. | БорацЛеотарПосушјеРадникРударСарајевоШироки БријегСлобода · Тузла СитиВележЗрињскиЖељезничар Локација клубова Премијер лиге БиХ у сезони 2021/22. | Капацитет: 7.200            |
|                              | БорацЛеотарПосушјеРадникРударСарајевоШироки БријегСлобода · Тузла СитиВележЗрињскиЖељезничар Локација клубова Премијер лиге БиХ у сезони 2021/22. | БорацЛеотарПосушјеРадникРударСарајевоШироки БријегСлобода · Тузла СитиВележЗрињскиЖељезничар Локација клубова Премијер лиге БиХ у сезони 2021/22. |                             |
| Вележ                        | Зрињски | Посушје | Жељезничар                  |
| Стадион Рођени               | Стадион под Бијелим бријегом | Стадион Мокри Долац | Стадион Грбавица            |
| Капацитет: 7.000             | Капацитет: 9.000 | Капацитет: 8.000 | Капацитет: 13.146           |
|                              | | |                             |

## Резултати
| 1. коло, 16—19.7.2021.  |     |
| Радник — Леотар         | 0:1 |
| Жељезничар — Борац      | 1:1 |
| Слобода — Рудар         | 1:0 |
| Широки Бријег — Зрињски | 1:1 |
| Сарајево — Тузла Сити   | 1:2 |
| Вележ — Посушје         | 2:0 |

| 2. коло, 24—25.7.2021.  |     |
| Радник — Слобода        | 1:2 |
| Тузла Сити — Жељезничар | 2:1 |
| Посушје — Сарајево      | 0:2 |
| Рудар — Широки Бријег   | 1:1 |
| Зрински — Вележ (15.9)  | 2:1 |
| Леотар — Борац          | :   |

| 3. коло, 30.7.—2.8.2021. |     |
| Слобода — Леотар         | 1:0 |
| Жељезничар — Посушје     | 1:0 |
| Сарајево — Зрински       | 0:2 |
| Широки Бријег — Радник   | 0:0 |
| Вележ — Рудар            | 0:2 |
| Борац — Тузла Сити       | :   |

| 4. коло, 7—8.7.2021.    |     |
| Леотар — Тузла Сити     | 0:2 |
| Слобода — Широки Бријег | 0:0 |
| Зрински — Жељезничар    | 3:0 |
| Посушје — Борац         | 1:0 |
| Рудар — Сарајево        | 0:2 |
| Радник — Вележ          | 1:1 |

| 5. коло, 13.8.—16.8.2021. |     |
| Широки Бријег — Леотар    | 2:0 |
| Тузла Сити — Посушје      | 4:1 |
| Сарајево — Радник         | 2:1 |
| Вележ — Слобода           | 0:2 |
| Жељезничар — Рудар        | 2:0 |
| Борац — Зрински           | 1:5 |

| 6. коло, 21—22.8.2021.  |     |
| Слобода — Сарајево      | 1:2 |
| Зрински — Тузла Сити    | 1:1 |
| Рудар — Борац           | 1:1 |
| Радник — Жељезничар     | 0:0 |
| Широки Бријег — Вележ   | 0:1 |
| Леотар — Посушје (25.8) | 2:2 |

| 7. коло, 27—29.7.2021.  |     |
| Слобода — Широки Бријег | 0:0 |
| Тузла Сити — Рудар      | 3:2 |
| Вележ — Леотар          | 2:1 |
| Посушје — Зрински       | 0:0 |
| Борац — Радник          | 4:3 |
| Жељезничар — Слобода    | 1:1 |

| 8. коло, 10—12.9.2021.     |     |
| Вележ — Сарајево           | 1:1 |
| Леотар — Зрински           | 0:1 |
| Радник — Тузла Сити        | 1:3 |
| Слобода — Борац            | 1:1 |
| Рудар — Посушје            | 3:0 |
| Широки Бријег — Жељезничар | 0:0 |

| 9. коло, 17—18.9.2021. |     |
| Сарајево — Леотар      | 0:1 |
| Борац — Широки Бријег  | 2:1 |
| Посушје — Радник       | 1:1 |
| Жељезничар — Вележ     | 0:0 |
| Тузла Сити — Слобода   | 1:0 |
| Зрински — Рудар        | 3:0 |

| 10. коло, 21-22.9.2021.    |     |
| Слобода — Посушје          | 1:1 |
| Вележ — Борац              | 0:3 |
| Леотар — Рудар             | 2:1 |
| Радник — Зрински           | 1:0 |
| Широки Бријег — Тузла Сити | 2:1 |
| Сарајево — Жељезничар      | 2:0 |

| 11. коло, 25—26.9.2021. |     |
| Рудар — Радник          | 2:0 |
| Тузла Сити — Вележ      | 2:1 |
| Борац — Сарајево        | 1:0 |
| Посушје — Широки Бријег | 2:2 |
| Жељезничар — Леотар     | 1:0 |
| Зрињски — Слобода       | 1:0 |

| 12. коло, 2—4.10.2021.  |     |
| Леотар — Радник         | 1:0 |
| Посушје — Вележ         | 2:4 |
| Зрињски — Широки Бријег | 4:0 |
| Рудар — Слобода         | 1:1 |
| Тузла Сити — Сарајево   | 1:1 |
| Борац — Жељезничар      | 1:1 |

Легенда:

## Табела
|  | М  | Клуб            | Одиг. | Поб. | Нер. | Пор. | ГД | ГП | ГР  | Бод. |
|  | -- | --------------- | ----- | ---- | ---- | ---- | -- | -- | --- | ---- |
|  | 1  | Зрињски         | 12    | 8    | 3    | 1    | 22 | 4  | +18 | 27   |
|  | 2  | Тузла Сити      | 11    | 8    | 2    | 1    | 22 | 11 | +11 | 26   |
|  | 3  | Сарајево        | 12    | 5    | 3    | 4    | 13 | 10 | +3  | 18   |
|  | 4  | Слобода Тузла   | 12    | 4    | 5    | 3    | 11 | 9  | +2  | 17   |
|  | 5  | Борац Бања Лука | 10    | 4    | 4    | 2    | 15 | 14 | +1  | 16   |
|  | 6  | Жељезничар      | 12    | 3    | 6    | 3    | 8  | 10 | -2  | 15   |
|  | 7  | Широки Бријег   | 12    | 2    | 7    | 3    | 8  | 11 | -3  | 13   |
|  | 8  | Леотар          | 11    | 4    | 1    | 6    | 8  | 12 | -4  | 13   |
|  | 9  | Вележ (-3)      | 10    | 4    | 3    | 5    | 13 | 16 | -3  | 12   |
|  | 10 | Рудар Приједор  | 12    | 3    | 3    | 6    | 13 | 16 | -3  | 12   |
|  | 11 | Посушје         | 12    | 1    | 5    | 6    | 10 | 22 | -12 | 8    |
|  | 12 | Радник Бијељина | 12    | 1    | 4    | 7    | 9  | 17 | -8  | 7    |